# Lenaeus
Lenaeus is een geslacht van wantsen uit de familie van de Reduviidae (Roofwantsen). Het geslacht werd voor het eerst wetenschappelijk beschreven door Carl Stål in 1859.

## Soorten
Het genus bevat de volgende soorten:

- Lenaeus indicus Miller, 1954
- Lenaeus marmoratus Breddin, 1903
- Lenaeus pyrrhus Stål, 1859
- Lenaeus ulysses Distant, 1903